# Peter Kaiser
Peter Kaiser, avstrijski politik, * 4. december 1958, Celovec. 
Kaiser je avstrijski politik socialdemokratske stranke. Od marca 2013 je guverner Koroške, od marca 2010 pa tudi predsednik SPÖ Koroške.

## Izobraževanje
Med letoma 1978 in 1987 je Kaiser deloval kot pogodbeni uslužbenec koroške deželne vlade, hkrati pa je študiral sociologijo in izobraževanje na Univerzi v Celovcu. Leta 1988 je magistriral, pet let pozneje pa je napredoval v doktorja filozofije.

## Politična kariera
Kaiser je svoj prvi politični položaj zasedel leta 1981, ko je postal predsednik koroške socialistične mladine, kasneje leta 1986 je postal član koroškega Gemeinderata in je to funkcijo opravljal do leta 1989. Kaiser je bil član Koroške Landtage od leta 1989 do 1994, 1997, 2001 do julija 2008 in od novembra 2005 kot parlamentarni vodja SPÖ. Julija 2008 je postal državni svetovalec za zdravje in šport. Leta 2010 je Kaiser nasledil Reinharta Rohra (ki je zapustil vlado) kot predsednik SPÖ Koroška in tako postal drugi namestnik guvernerja. Beate Prettner je na položaju državnega svetnika zamenjal Kaiserja. 
3. marca 2013 je stranka SPÖ s Kaiserjem na čelu prvič po letu 1994 spet postala največja stranka na koroških volitvah leta 2013. Koroški deželni parlament (Landtag) ga je kasneje s 30 od 36 glasov izvolil za guvernerja. Na tem položaju je Kaiser nasledil nekdanjega funkcionarja Gerharda Dörflerja iz stranke svobodnjakov. Kaiser je med svojem inavguracijskim govorom nekaj besed spregovoril tudi v slovenščini, kar je storil kot drugi človek na tem položaju. 2. aprila 2013 je prisegel še pred zveznim predsednikom Heinzom Fischerjem.
Na koroških deželnih volitvah leta 2018 je SPÖ pod Kaiserjevim vodstvom znova povečala svoj rezultat in pridobila dodatnih 10,8 odstotka glasov. 16. aprila 2018 je Kaiserja za drugi glavarski mandat uradno potrdil predsednik Alexander Van der Bellen. 

## Osebno življenje
Kaiser je bil poročen z Larisso Krainer in je oče sina. Poleg svojih političnih funkcij je sodeloval tudi v Koroški odbojkarski zvezi in vJugendherbergswesen (Hostelling International).